# Gran Hotel Bali
Gran Hotel Bali è un grattacielo di Benidorm, nella provincia di Alicante, in Spagna. All'interno è occupato da un hotel a quattro stelle che fa del palazzo il più alto hotel d'Europa. Nel 2001 ha superato in altezza la Torre Picasso, diventando il grattacielo più alto della Spagna, primato che ha detenuto fino al novembre 2006, quando è stato superato dalla Torre Espacio. L'hotel è stato aperto il 17 maggio 2002.
È stato progettato dall'architetto Antonio Escario e dispone di 776 camere (con una capacità massima di 2.000 ospiti), 18 ascensori, giardini e piscine. L'albergo è posto a 300 metri dal mare.